# Solide (album de Sheila)
 (mai 2021).
Pour les articles homonymes, voir Solide.
Albums de Sheila
C'est écrit - Sheila, en concert au Cabaret Sauvage 2006 - Enfin disponible
(2008) Live au Casino de Paris 2017
(2018)
Solide est le vingt-sixième album studio de Sheila sorti le 7 décembre 2012 sur 3 supports CD (CD album Edition standard, Edition de luxe avec 2 CD et 1 DVD, Edition Collector numérotée 1000 exemplaires avec 2 CD, 1 LP 33 tours et 2 DVD) et également sur un support vinyle 33 tours / LP Stéréo.
Outre Yves Martin, de nombreux artistes ont participé à la réalisation de cet album, dont Nina Bouraoui (prix Renaudot en 2005) et Jacques Veneruso pour le titre Une arrière-saison, Gilles Morvan pour Je pardonnerai, Patrick Lemaitre pour la chanson Pour sauver l'amour, Aurélie Anatolini pour  La même histoire, Bruno Dandrimont pour Mon Eldorado Renato Falaschi pour Pour un bout de chemin  et Florian Gazan pour la chanson Et je me passe. 
Cet album comprend de nombreux styles musicaux et a pour but de toucher un large public avec ses différents styles. Entré à la 53e place du Top Albums, il passe à la 130e place la semaine suivante. Il est présent au total 5 semaines dans le Top 200. Dans les trois mois suivant sa parution, il se vend à environ 15 000 exemplaires[réf. à confirmer].

## Liste des titres
1. Pour sauver l'amour - 3:45 (Yves Martin, auteur - Patrick Lemaître, compositeur - Bruno Dandrimont, Guitare - Fred Wursten, Basse - Yves Martin & Bruno Dandrimont, Directeur - Yves Martin, Taki, Voix - «le batteur lyophilisé», Drums)
2. Je pardonnerai - 5:38 (Gilles Morvan et Yves Martin, auteurs - Yves Martin, compositeur - Fred Wursten, Basse - Gilles Morvan et Yannick Chouillet, Directeurs - Gilles Morvan & Yves Martin, Voix - Manu Chambo, Piano - Marc Jacquemin, Drums - Yannick Chouillet, Guitare).
3. Si je chante encore - 3:37 (Risto Asikainen, Stina Asikainen, Aurélie Antolini, Auteurs - Gilles Morvan, Keyboards - Gilles Morvan et Yannick Chouillet, Voix - Marc Jacquemin, Drums - Yannick Chouillet, Basse et Guitare).
4. Une arrière-saison - 3:35 (Jacques Veneruso, Compositeur - Bruno Dandrimont, - Nina Bouraoui, Auteur - Jacques Veneruso, Guitare - Fred Wursten, Basse - Jacques Veneruso, Thierry Blanchard, Mixage - Renato Falaschi, Strings - Yves Martin, Jacques Veneruso, Voix - Jacques Veneruso et Thierry Blanchard, Directeurs).
5. On s'en fout - 4:28 - (Yves Martin, Auteur - Bruno Dandrimont, Guitare - Fred Wursten, Basse - Marc Jacquemin, Drums - Yves Martin et Gilles Morvan, Voix - Yves Martin et Bruno Dandrimont, Directeurs).
6. Et je me passe - 3:53 (Florian Gazan, Auteur - Bruno Dandrimont, Compositeur - Bruno Dandrimont, Guitare - Fred Wursten, Basse - Renato Falaschi, Organ - Yves Martin & Bruno Dandrimont, Directeur - Yves Martin Voix - Marc Jacquemin, Drums)
7. La même histoire - 3:12 (Peter Kvint, Pauline K Olofsson, Aurélie Anatolini, Auteurs - Fred Wursten, Basse - Gilles Morvan, Keyboards - Gilles Morvan & Yannick Chouillet, Directeurs - Marc Jacquemin, Drums - Yannick Chouillet, Guitare)
8. Pour un bout d'chemin - 3:19 (Bruno Dandrimont, Guitare et Compositeur - Bruno Dandrimont et Renato Falaschi, Arrangements et Realisation - Renato Falaschi, Keyboards - Yves Martin, Voix)
9. Mon Eldorado - 4:19 (Bruno Dandrimont, Directeur, Programmateur, Compositeur - Florian Gazan, Auteur - Yves Martin et Gilles Morvan, Voix).
10. J'avais envie de vous revoir - 4:10 (Yves Martin, Auteur et Programmateur - Bruno Dandrimont, Guitare - Fred Wursten, Basse - Renato Falaschi, Piano - Yves Martin - Gilles Morvan, Voix - Yves Martin & Bruno Dandrimont, Directeurs).

Contenu vidéo du DVD de l'édition digibook Deluxe:
1. Entretien avec Sheila - 22:32
2. Sheila Pour sauver l'amour (mini clip) - 03:45
3. Sheila Je pardonnerai (mini clip) - 05:38
4. Sheila Je chante encore (mini clip) - 03:38
5. Sheila Une arrière-saison (mini clip) - 03:36

Contenu vidéo du DVD du Coffret édition collector:
1. Interview titre par titre avec Sheila.

1. On s'en fout - acoustique
2. Et je me passe - acoustique
3. Pour sauver l'amour - acoustique
4. Mon Eldorado - acoustique

1. Pour sauver l'amour - Karaoké
2. Je pardonnerai - Karaoké
3. Je chante encore - Karaoké
4. Une arrière-saison - Karaoké

Durée  totale (Album + DVD) : 79:05

## L’album
- Studio d'enregistrement : Studio Garancières productions / Sunface Studio / Music Live Production de Montrouge
- Réalisation : Yves Martin
- Mixage : Christophe Alaphilippe au Studio PKO de Madrid  Espagne
- Production : Yves Martin
- Conception de la pochette : Christophe Boulmé (photos) / Olivier Bontemps (design)
- Réalisation DVD : Franck Despagnat pour C2LACOM.
- Lieu de tournage des mini-clips du DVD : au Carmen Paris.

## Production
- Édition album original - date de sortie : 7 décembre 2012: 
  - CD  Warner 5053105536122, édition standard boitier cristal.
  - CD  Warner 5053105536221, édition Deluxe contenant 1 CD et 1 DVD + un digibook de 32 pages.
  - CD  Warner 5053105566320, Coffret édition Collector - numérotée 1000 exemplaires contenant l'album au format de luxe + le vinyle de l'album + 1 DVD ref 5310553632 aux contenus exclusifs + 6 cartes postales + 3 lithographies + 1 calendrier 2013.
  - 33 tours / LP Stéréo  Warner 5053105549115.

- Réédition de l'album 
  - 33 tours / LP Stéréo  (édition picture disc) Warner Music sorti le 29 septembre 2017
  - CD  Warner 0190295794019, inclus dans Le Coffret essentiel Vol. 2 (Les Années New Chance). date de sortie : 2017.

## Les extraits de l'album
- Pour sauver l'amour uniquement en téléchargement et en CD single promotionnel dès le 25 septembre 2012.
- Je pardonnerai uniquement en téléchargement et en CD single promotionnel dès le 8 mars 2013.

## Classement
| Pays          | Meilleure position |
| ------------- | ------------------ |
| Belgique      | 52                 |
| France (SNEP) | 53                 |